# Ода до радості
О́да до ра́дості (нім. «Ode an die Freude») — ода, написана у 1785 році німецьким поетом та істориком Фрідріхом Шиллером для дрезденської масонської ложі, у якій звеличується єдність усіх людей. Попри майбутню популярність вірша, сам Шиллер негативно відгукувся про нього, зазначаючи, що ода «далека від реальності» та що «можливо для нас, але не для світу, не для мистецтва поезії» у листі до свого друга Крістіана Кернера (під впливом якого і була написана ода), написаному у 1800 році.

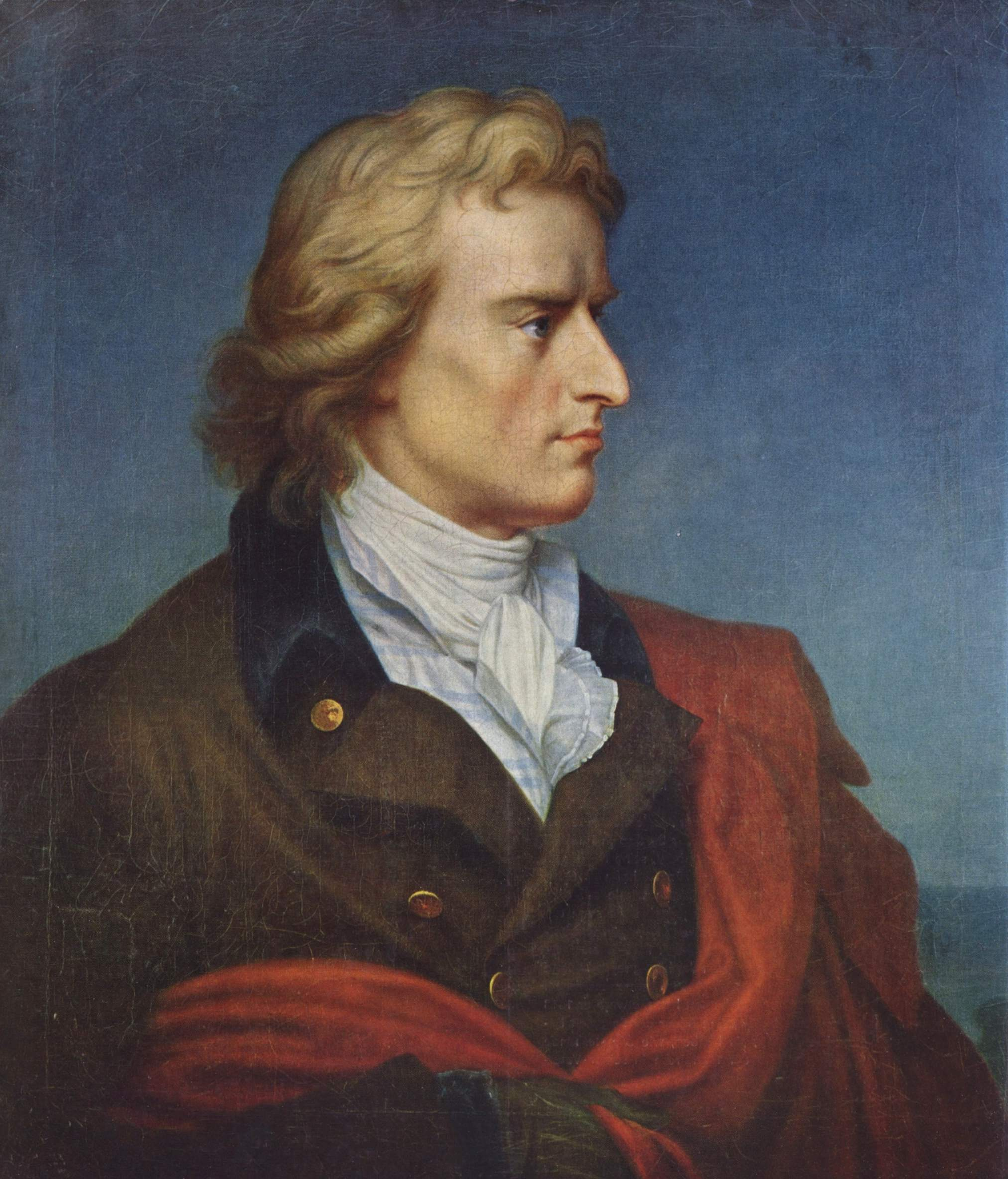
Фрідріх Шиллер
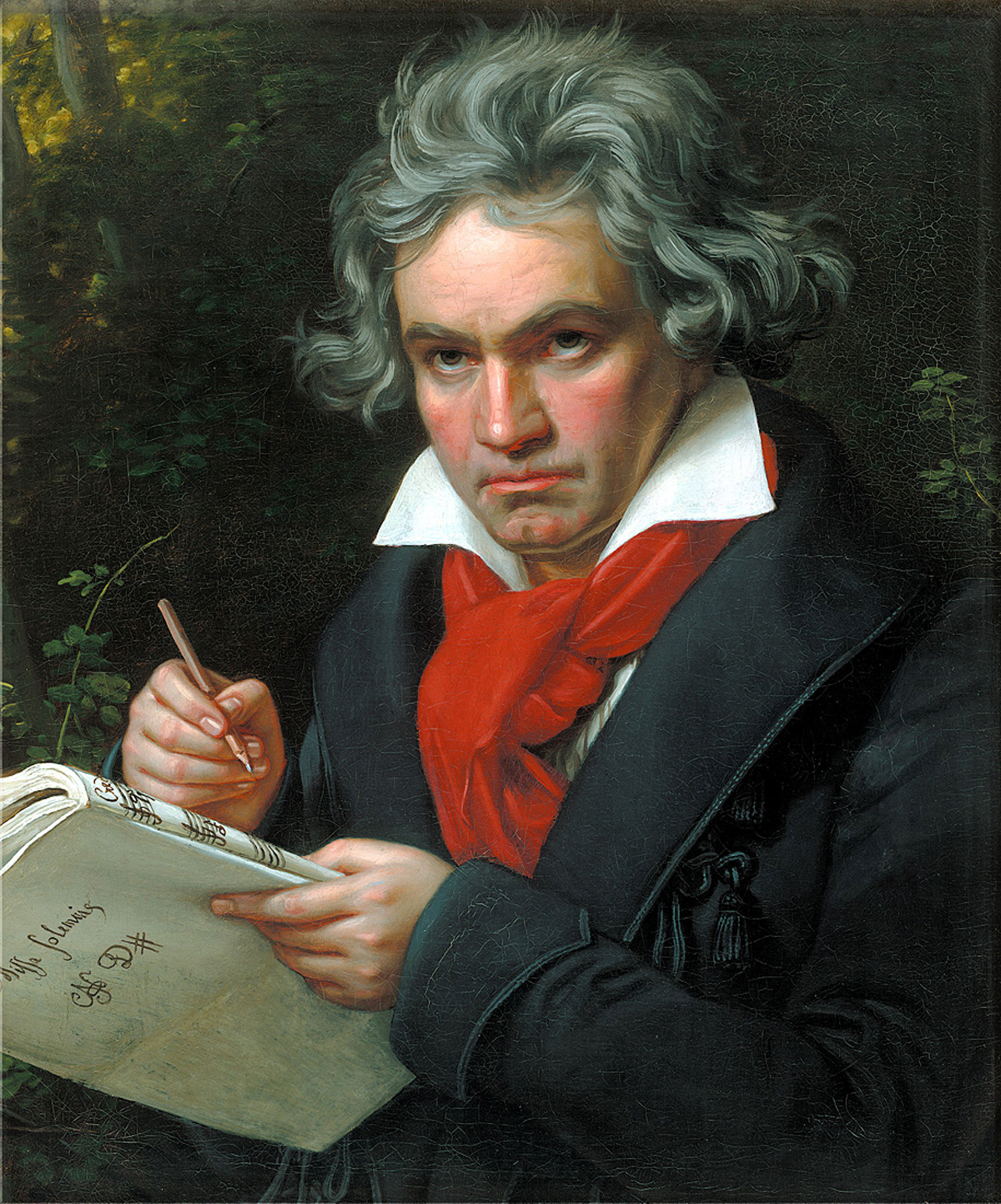
Людвіг ван Бетховен

У 1793 році текст оди був змінений, зокрема було змінено ключове слово. Леонард Бернстайн казав про те, що спочатку ним було «свобода» замість «радість» (Freiheit замість Freude), а змінив його Шиллер заради того, щоб дистанціюватися від політики. Найбільшу популярність вірш здобув після того як Людвіг ван Бетховен поклав його на музику та включив у склад завершальної частини знаменитої Дев'ятої симфонії (дописана у 1824 році).
На початку 1950-х керівництво ФРН зробило «Оду…» своїм гімном, але у 1952 році старий гімн повернули. У 1972 році Рада Європи утвердила «Оду до радості», покладену на музику Бетховена Гімном Ради Європи, у 1985 році ода стала гімном ЄЕС, а у 1993 — гімном ЄС. Аранжування було зроблене Гербертом фон Караяном. У 2003 році було вирішено вважати гімном ЄС лише музику, заради рівноправ'я усіх мов. Мелодія була використана у 1974 році при написанні гімну Родезії. З 2005 року — гімн Копа Лібертадорес.
Фрагменти з «Оди…» були використані у фільмах: «Механічний Апельсин» Стенлі Кубрика, другого фільму про The Beatles «На Допомогу!», у франшизі «Міцний горішок» та у аніме-серіалах «Євангеліон» і «Школа вбивць».
З німецької українською «Оду…» перекладали Пантелеймон Куліш та Микола Лукаш.
Музику на вірш також писали інші композитори, зокрема:
- Крістіан Готфрід Кернер (1786)
- Карл Фрідріх Зелтер (1792)
- Йоганн Фрідріх Ріхард (1796)
- Людвіг-Вілгельм Теппер де Фергюсон (1796)
- Йоганн Фрідріх Хуго фон Дальберг (1799)
- Йоганн Рудольф Цумстіг (1803)
- Франц Шуберт (1815) у пісні «An die Freude» D 189
- Петро Ілліч Чайковський (1865)
- П'єтро Масканьї (1882) у кантані «Alla gioia», переклад на італійську — Андреа Маффей
- Йоганн Штраусс молодший (1892) у вальсі «Seid umschlungen, Millionen!»
- З. Рендал Струп (2002)
- Вікторія Польова (2009)

## Текст
| Німецький оригінал Freude, schöner Götterfunken, Tochter aus Elysium! Wir betreten feuertrunken, Himmlische, Dein Heiligtum. Deine Zauber binden wieder, Was die Mode streng geteilt, Alle Menschen werden Brüder, Wo Dein sanfter Flügel weilt. Chor. Seid umschlungen, Millionen! Diesen Kuß der ganzen Welt! Brüder, überm Sternenzelt: Muß ein lieber Vater wohnen! Wem der große Wurf gelungen, Eines Freundes Freund zu sein, Wer ein holdes Weib errungen, Mische seinen Jubel ein! Ja, wer auch nur eine Seele: Sein nennt auf dem Erdenrund! Und wer's nie gekonnt, der stehle: Weinend sich aus diesem Bund! Chor. Was den großen Ring bewohnet, Huldige der Sympathie! Zu den Sternen leitet sie, Wo der Unbekannte thronet. Freude trinken alle Wesen: An den Brüsten der Natur; Alle Guten, alle Bösen: Folgen ihrer Rosenspur. Küsse gab sie uns und Reben, Einen Freund, geprüft im Tod; Wollust ward dem Wurm gegeben, Und der Cherub steht vor Gott. Chor. Ihr stürzt nieder, Millionen? Ahnest du den Schöpfer, Welt? Such' ihn überm Sternenzelt! Über Sternen muß er wohnen. Freude heißt die starke Feder: In der ewigen Natur. Freude, Freude treibt die Räder: In der Großen Weltenuhr. Blumen lockt sie aus den Keimen, Sonnen aus dem Firmament, Sphären rollt sie in den Räumen, Die des Sehers Rohr nicht kennt. Chor. Froh, wie seine Sonnen fliegen: Durch des Himmels prächt'gen Plan, Laufet, Brüder, eure Bahn, Freudig, wie ein Held zum Siegen. Aus der Wahrheit Feuerspiegel: Lächelt sie den Forscher an. Zu der Tugend steilem Hügel: Leitet sie des Dulders Bahn. Auf des Glaubens Sonnenberge: Sieht man ihre Fahnen wehn, Durch den Riß gesprengter Särge: Sie im Chor der Engel stehn. Chor. Duldet mutig, Millionen! Duldet für die beßre Welt! Droben überm Sternzelt: Wird ein großer Gott belohnen. Göttern kann man nicht vergelten; Schön ist's, ihnen gleich zu sein. Gram und Armut soll sich melden, Mit den Frohen sich erfreun. Groll und Rache sei vergessen, Unserm Todfeind sei verziehn, Keine Tränen soll ihn pressen, Keine Reue nage ihn. Chor. Unser Schuldbuch sei vernichtet! Ausgesöhnt die ganze Welt! Brüder, überm Sternenzelt: Richtet Gott, wie wir gerichtet. Freude sprudelt in Pokalen, In der Traube goldnem Blut: Trinken Sanftmut Kannibalen, Die Verzweiflung Heldenmut-- Brüder, fliegt von euren Sitzen, Wenn der volle Römer kreist, Laßt den Schaum zum Himmel spritzen: Dieses Glas dem guten Geist. Chor. Den der Sterne Wirbel loben, Den des Seraphs Hymne preist, Dieses Glas dem guten Geist Überm Sternenzelt dort oben! Festen Mut in schwerem Leiden, Hilfe, wo die Unschuld weint, Ewigkeit geschwornen Eiden, Wahrheit gegen Freund und Feind, Männerstolz vor Königsthronen, — : Brüder, gält' es Gut und Blut-- Dem Verdienste seine Kronen, Untergang der Lügenbrut! Chor. Schließt den heil'gen Zirkel dichter, Schwört bei diesem goldnen Wein: Dem Gelübde treu zu sein, Schwört es bei dem Sternenrichter! Rettung von Tyrannenketten, Großmut auch dem Bösewicht, Hoffnung auf den Sterbebetten, Gnade auf dem Hochgericht! Auch die Toten sollen leben! Brüder, trinkt und stimmet ein, Allen Sündern soll vergeben, Und die Hölle nicht mehr sein. Chor. Eine heitre Abschiedsstunde! Süßen Schlaf im Leichentuch! Brüder, einen sanften Spruch: Aus des Totenrichters Mund. | Український переклад Миколи Лукаша Радість, гарна іскро Божа! Несказанно любо нам: Увійти, царице гожа, В твій пресвітлий дивний храм. Все, що строго ділить мода, В'яжеш ти одним вузлом, Розквітає братня згода: Під твоїм благим крилом. Хор Обнімітеся, мільйони, Поцілуйтесь, мов брати! Вічний Отче дай нам згоди, Ласки дай і охорони! Кого доля ощастила: Тим, що другові він друг, Кого любить Лада мила, — Йдіть до нас в веселий круг. Йдіть усі, хто зве своєю: В світі душу хоч одну! Хто ж весь вік черствів душею — Йди у іншу сторону. Хор Хто живе в земній юдолі, Всяк симпатії скорись! Нас веде вона у вись, Де Всесильний на престолі. Радість п'ють усі істоти: З груді матері-землі, Ті солодкії щедроти: Мають всі — і добрі, й злі. Радість нас вином сп'яняє: І цілунком огневим; І черв'як утіху знає, І небесний херувим. Хор Поклонітесь, мільйони, Перед мудрістю Творця! Сповніть милістю серця: І чиніть його закони. Радість — всесвіту пружина, Радість — творчості душа, Дивна космосу машина: Нею живиться й руша. Радість квіти розвиває: І розгін дає сонцям, Їх в простори пориває, Не відомі мудрецям. Хор Як у безмірі світила: Хором райдужним пливуть, Браття, йдіть у славну путь, Що нам радість освятила. Вчених з істини свічада: Радість успіхом віта, До чеснот провадить радо, Хоч тропа до них крута; На ясній вершині віри: Піднімає хоругов, В день воскресний на псалтирі: Славить тих, хто смерть зборов. Хор Будьте мужні, мільйони! Вірте, страдні, в кращий світ! Тих, що справдять заповіт, Прийме Бог у вічне лоно. Божество не наградиме, — От би нам зрівняться з ним! Хай радіють із радими: Горе й злидні в крузі цім! Не відомста, не погрози — Всепрощення ворогам! Хай не ллють у скрусі сльози, Не гризуться каяттям. Хор Знищим книги борговії! Помирімося усі! Браття! Бог на небесі: Не забуде благодії. Радість в келихах шумує, Плин іскристий виграє, Канібалів лють гамує, Кволим духу додає. В день веселля а чи тризни, Коли ходить круговий, Хай до неба піна бризне, Дух прославимо благий! Хор Все хвалу йому співає — Хай гримить псалом гучний! Дух прославимо благий, Що над зорями витає! Будь твердим в лиху годину, Поміч скривдженим давай, Всюди правду знай єдину, Зроду клятви не ламай, Не знижайсь перед потужним, Коли треба — важ життям! Шана й слава чесним, мужнім, Згуба підлим брехунам! Хор Станьмо дружною сім'єю, Жити правдою й добром: Присягнімо цим вином: Перед вишнім Судією! | Український переклад Пантелеймона Куліша Радосте, небесна іскро! В райську церківцю твою, Ніби крильми, линем бистро: У гарячому хмелю: Ти однаково чаруєш: І, мов сім'ю, єдиниш: Всіх, у кого дух свій чуєш, Як у божий рай летиш. Хор Обнімітесь, міліони! Поцілуймо цілий світ! Браття! певно над всі зорі: Любий наш отець сидить. Кому доля побратима: У сирітстві надала, Кого краля полюбила, Що трояндою цвіла, Гей до гурту в час веселий! Хай він буде й свинопас… Хто ж душі не зве своєю: Ні оної — геть од нас! Хор Хто на світі пробуває, Всяк симпатії вклонись, Всяк веде вона кудись, Де Незнаєми й витає. Радощі п'ють всі тварюки: В матері-землі з грудей; Усі добрі й усі злюки: Знають любий трунок сей. Він дає цілунки в очі, Нам з усіх солодші вин. І черв'як зна солодощі: І перед Богом керубин. Хор Поклонітесь, мілійони! Де ж небесний ваш отець? Возлітайте понад зорі: Там витає бог-творець. Радістю звемо машину, Що працює з віку в вік: І вертить світ без упину, Занедбавши зорям лік. Як троянду викликає: Із мізерного зерна, Так і сонцями палає: Недоглядними вона. Хор Браття! як вони літають: Весело крізь пишний мир, Як герої путь верстають: Радісно на слави пир, Так стелімо й ми дорогу: В нашім серці правди богу. Радість правдоньку вітає: В дзеркалі ума свого, Хто її в добрі шукає, Не щадить життя свого. На горі блискучій віри: Віє стяг ясний її. Нехай роблять лицеміри: Над собою олтарі; Крізь проваллє вбоге ями: Радість, в хорі янголят, Прославляє те піснями, За що мучить нас Пілат. Хор О!Терпіте ж, мілійони! Є й над зірами ще світ. Оправдають сей завіт: Янгольські там легіони. Божества не наградити: Гарно рівнею з ним буть. Нехай горе й злидні в світі: Між веселими живуть. Забуваймо помсту-люту: І запеклому простім, Щоб він слізьми нам за муку: Та нудьгою не платив. Хор Простимо довги з процентом, Мир-лад будь поміж людьми! Над тим зорявим наметом: Судить бог, як ми самі. В наших кубиках золотими: Іскрами вино кипить. Злюка зло гамує з ними, Добрий учиться як жить. Се ж шумує радість наша… Браття! Встанем за столом, І нехай ся повна чаша: Бризне з небес вином! Генію добра не мертву: Віру принесімо в жертву! Хор Що гімни йому співаєм: З силами його гуртом, — : Духу благ всіх воссилаєм: Жертву в небеса вином. Бодрий дух, в журбі великий, Поміч праведна в біді, Присяга тверда вовіки, В дружбі правда й на суді, Самоповажаннє в трона, Кожному своя корона: По заслузі, так нам жить, Хоч би й жизню наложить! Ви ж, єхиди ви зрадливі, Пагуба вам, злочестиві! Хор В круг тісний з'єдинимося, Поклонімось золотим, Що клятьби не зречемося: Перед вічним всеблагим! Визвол з пут, із тих кайданів, Що насильство знай кує, Милосердє й до тиранів, Як безвинну кров проллє. Хто на ліженьку конає, На останню вже пряде, В бозі й той надію має, До благого в руці йде. І нехай померші живі: Будуть в дусі божім вік. Пиймо, браття! ми щасливі, Що п'ємо, як чоловік: Ми п'ємо й усім прощаєм: Тим і пекло погашаєм. Хор О! нехай же й та година, Що про всіх вона єдина, Буде в бозі сном смачним! Браття! словом приязним: Поминаймо всіх померших — : Не судімо їх найперші! |